# うさぎのモフィ
『うさぎのモフィ』は、日本の絵本。
本項ではこの作品を原作とするウェブアニメーション（以下ウェブアニメ版）および、NHK BSプレミアム・NHK Eテレにて放映されたアニメ作品（以下テレビアニメ版）についても解説する。
主婦と生活社のウェブサイトにて『モフィの泣いたり笑ったり思ったり。』のタイトルでコミックが連載されており、2016年7月31日よりcomico PLUSでも連載している。

## 解説
小さなうさぎ・モフィとその周りの仲間たちの生活を描いた作品。ウェブアニメ版は基本的に台詞が存在しない。テレビアニメ版はストップモーション・アニメーション(人形アニメ)として製作されており、キャラクターには声があてられている。オフィシャルサイトではコットンアニメーション（世界初！コットンで作ったコマ撮りアニメーション！）として紹介されている。

## 登場キャラクター
声はテレビアニメ版のもの。
モフィ
声 - 佐藤晴香
この物語の主人公で、小さな白うさぎ。
テレビアニメ版では綿畑に一人暮らししている。
ケリー
声 - 徳本恭敏
モフィが初めて知り合ったカエルの音楽家。オレンジ色のベストを着ている。
モグ
声 - 新田英人
森の郵便配達人。モグラ。
リー
声 - 沖田愛
リス兄弟の兄の方。
スー
声 - 葛谷知花
リス兄弟の弟の方。
お月さま
声 - 石川悦子
モフィを見守る存在。
ソラ
声 - 工藤晴香
モフィが最近になって親しくなった黒猫。

## ウェブアニメ版

### スタッフ
- 原画・美術・アニメーションデザイン - 本間美冴
- 仕上げ - たまご、野林保、景山黒兎、江戸川チャランボ、fla3
- 監督 - 塚原重義
- 原作 - コンドウアキ

### サブタイトル
1. カメラ
2. けびょう
3. しなくちゃ
4. おさんぽ
5. おこること
6. あくせく
7. 休日
8. 泣いてもへいき？
9. ねがいごと
10. あいさつ
11. しあわせって？
12. YESとNO
13. であい

（全13話）

## テレビアニメ版
2012年12月6日からNHK BSプレミアムにて放送開始。
2013年4月1日からはNHK Eテレのミニアニメ枠にて月曜日に放送されていた。
2015年9月6日からはカートゥーン ネットワークにて放送開始。初のCS進出となった。

### スタッフ
- 監督 - フランチェスコ・ミッセーリ
- 制作 - アソシエッティ・オーディオヴィジヴィ、Misseri Studio
- キャラクターデザイン - コンドウアキ

#### 日本語版制作
- 翻訳 - 石田淳子
- 録音 - 依田章
- 演出 - 岡屋有希

#### 主題歌
エンディングテーマ「ここじゃないどこか」
作詞 - 秋元康 / 作曲 - 大藤史 / 編曲 - 京田誠一
歌 - 乃木坂46（N46Div.）

### サブタイトル
シーズン1
1. 日食
2. すてきなカラス
3. モフィは詩人
4. おばけなんてこわくない！
5. とりかえっこ
6. ごきげんななめ
7. ルール、ルール、ルール
8. 歯がいたい
9. ラッキーな1日
10. あきらめないで
11. はんぶんこ
12. あたらしいトモダチ
13. じめんの下には何がある？
14. しあわせって？
15. 元気になって
16. お日さまのひかり
17. ヘルプ！
18. 一番きれいなお花
19. バグパイプ
20. ピタゴラスのアミ
21. いっとうしょうゲーム
22. ステキなコンサート
23. ケリーの歌
24. ケンカしないで
25. アヒルの赤ちゃん
26. サンタさんに会いたい

シーズン2
1. 金色の魚
2. リーとスーの誕生日
3. ともだちとのけんか
4. 暗くてもこわくない
5. でんぐり返し
6. パジャマパーティー
7. 恥ずかしがり屋の小鳥
8. モフィと種まき
9. ケリーのしゃっくり
10. ドングリの国
11. ニンジンきらい
12. 人さわがせな赤ちゃんカメ
13. ひとりじゃないよ
14. チャックは何色？
15. 約束
16. ニットのセーター
17. おどるギターのなぞ
18. あらしの夜
19. フクロウじいさんのお話
20. はじめての学校
21. ソラがやってきた
22. 見た目はあてにならない
23. 森のおふろ
24. ソラのビスケット
25. 森のダンスパーティー
26. モフィ、想像してごらん

シーズン3
1. ゆうびん屋さんはたいへんだ
2. 返事はまだ？
3. おしゃべりオウム
4. ぼうしはどこ？
5. よつばのクローバー
6. くらやみでドッキリ
7. 木の上のモグ
8. 思い出はたからもの
9. イチゴがない！
10. ケーキをつくろう

シーズン4
1. 雪だるまモフィ
2. 仮装パーティー
3. 色ってふしぎ
4. お気に入りの場所
5. コップの虫眼鏡
6. 影絵であそぼう
7. のんびり屋のボビー
8. いたずら風さん
9. なりきりごっこ
10. お魚と落ち葉
11. 帰り道はどっち？
12. まだ使えるよ
13. ハウイーは物知り？
14. 眠れないクマさん
15. 透明になったソラ
16. お母さんネズミのジュース

## DVD
ソニー・クリエイティブプロダクツ、発行 NHKエンタープライズ、発売元 松竹、販売元 東宝。
日食編
あきらめないで編
バグパイプ編
約束編
はじめての学校編
ソラのビスケット編

## 絵本
- うさぎのモフィ（コンドウアキ×相澤タロウイチ） - 主婦と生活社 (2008/05)、ISBN 978-4391136067
- うさぎのモフィ〈2〉わすれんぼうの森（コンドウアキ×相澤タロウイチ） - 主婦と生活社 (2008/12)、ISBN 978-4391137194
- モフィの泣いたり笑ったり思ったり。（コンドウアキ） - 主婦と生活社 (2013/6/14)、ISBN 978-4391143881
- モフィの泣いたり笑ったり思ったり。2（コンドウアキ） - 主婦と生活社 (2015/1/5)、ISBN 978-4391146035